# Trillo (Espagne)
Pour les articles homonymes, voir Trillo.
Trillo est une commune d'Espagne de la province de Guadalajara dans la communauté autonome de Castille-La Manche. Elle accueille la centrale nucléaire de Trillo.

## Administration
| Période                                  | Période | Identité               | Étiquette | Qualité |
| ---------------------------------------- | ------- | ---------------------- | --------- | ------- |
| 2013                                     | 2018    | Francisco Moreno Muñoz |           |         |
| Les données manquantes sont à compléter. |         |                        |           |         |

## Économie
La ville accueille sur son territoire communal la centrale nucléaire de Trillo.